# Voyelle rhotique
Cette page contient des caractères spéciaux ou non latins. S’ils s’affichent mal (▯, ?, etc.), consultez la page d’aide Unicode.
Une voyelle rhotique ou voyelle rétroflexe, dit aussi rhotacisée ou rétrofléchie, est une voyelle avec une articulation modifiée, appelée rhotacisation (parfois rhotacisme) ou rétroflexion, qui la rapproche de la prononciation d'un [ɹ], le R anglais. Du point de vue de la phonétique acoustique, la rhotacisation se caractérise par une baisse de la fréquence du troisième formant de la voyelle.
Du point de vue de la phonétique articulatoire, il existe plusieurs façons de rhotaciser une voyelle. La partie antérieure de la langue (sa pointe ou sa lame) est souvent rétractée ou retroussée contre le palais (ce qui caractérise une articulation rétroflexe), et le canal vocal resserré au niveau de l'épiglotte.
Les voyelles rhotiques sont rares dans les langues du monde : moins de 1 % en comportent. Elles se retrouvent cependant dans plusieurs langues de très grande diffusion, notamment en chinois mandarin, en anglais américain et canadien et en portugais brésilien.
L'alphabet phonétique international (API) note la rhotacisation au moyen d'un signe diacritique appelé crochet rhotique.

## Notation
|                      | symboles | exemples (murder, dinner, bird, car) |
| -------------------- | -------- | ------------------------------------ |
| symboles de Kenyon   | ɚ et ɝ   | [ˈmɝdɚ], [ˈdɪnɚ], [ˈbɝd], N/D        |
| r culbuté            | ◌ɹ       | [ˈmɜɹdəɹ], [ˈdɪnəɹ], [ˈbɜɹd], [ˈkɑɹ] |
| r culbuté supérieur  | ◌ʴ       | [ˈmɜʴdəʴ], [ˈdɪnəʴ], [ˈbɜʴd], [ˈkɑʴ] |
| crochet rétroflexe   | ◌̢        | [ˈmᶔdᶕ], [ˈdɪnᶕ], [ˈbᶔd], [ˈkᶐ]      |
| crochet rhotique API | ◌˞       | [ˈmɜ˞də˞], [ˈdɪnə˞], [ˈbɜ˞d], [ˈkɑ˞] |

L'alphabet phonétique international (API) emploie le crochet rhotique attaché à la droite du caractère représentant la voyelle. Ce symbole a été extrait des représentations [ɚ] et [ɝ] créées par John Samuel Kenyon (en) pour représenter deux voyelles rhotiques de l'anglais américain, à partir du E culbuté et de l'epsilon réfléchi et du crochet rétroflexe déjà employé dans la construction des signes représentant des consonnes rétroflexes. La revue Americal Speech proposa en 1939 qu'ils soient ajoutés à l'API pour distinguer ces voyelles de la séquence [əɹ].

Les symboles de voyelles rhotiques avec un crochet rétroflexe dans un article de Daniel Jones dans Le Maître phonétique de 1940.

En 1947, l'API adopta plusieurs façons de noter les voyelles rhotiques : 
- par un R minuscule culbuté après la voyelle : [aɹ ɑɹ eɹ ɛɹ ɜɹ əɹ iɹ ɨɹ oɹ ɔɹ uɹ], etc. ;
- par ce même caractère mis en lettre supérieure de la voyelle : [aʴ ɑʴ eʴ ɛʴ ɜʴ əʴ iʴ ɨʴ oʴ ɔʴ uʴ], etc. ;
- en utilisant le crochet rétroflexe comme diacritique : [ᶏ ᶐ ᶒ ᶓ ᶔ ᶕ ᶖ 𝼚 𝼛 ᶗ ᶙ], etc.

Le caractère de Kenyon [ɚ] fut ajouté à titre de variante du e culbuté avec crochet rétroflexe [ᶕ] en 1950,, et le crochet rétroflexe retiré comme possibilité de notation en 1976 étant donné que son usage n'était guère rentré dans la pratique.
Le crochet rhotique fut finalement adopté comme notation officielle en 1989 à la convention de Kiel de l'Association phonétique internationale, donnant les signes suivants : [a˞ ɑ˞ e˞ ɛ˞ ɜ˞ ə˞ i˞ ɨ˞ o˞ ɔ˞ u˞], etc.

## Anglais d'Amérique du Nord

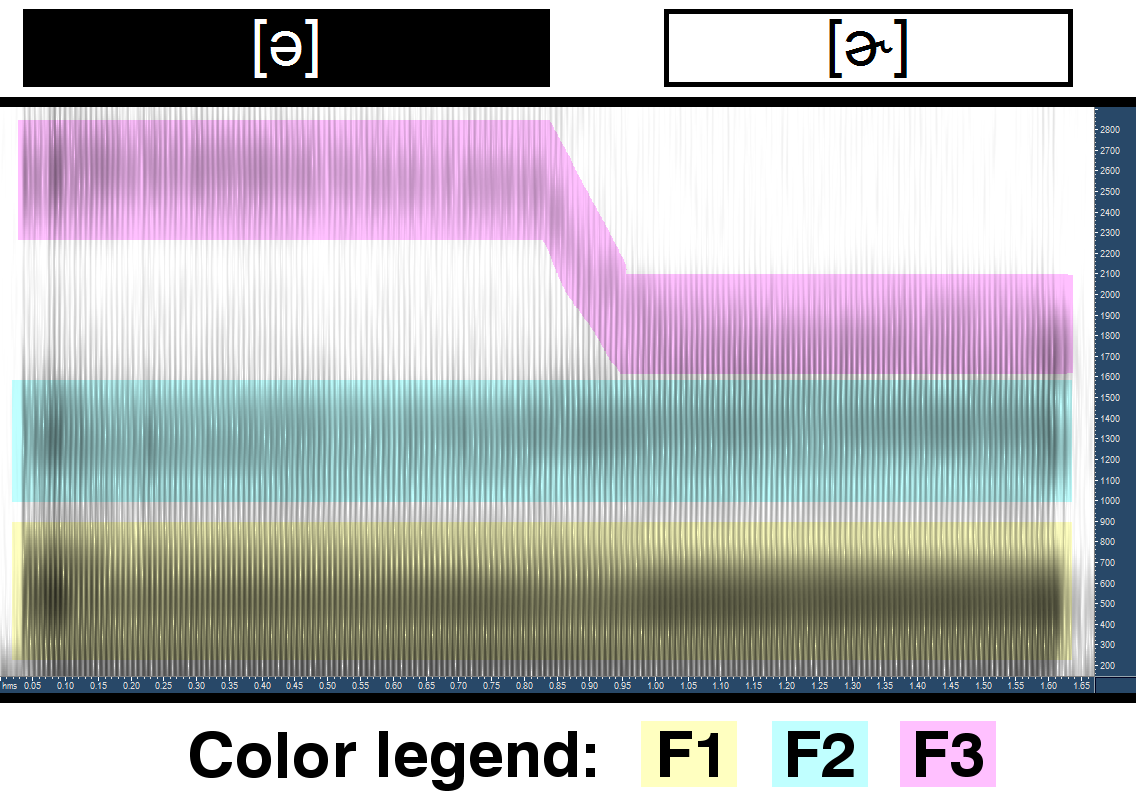
Spectrogramme de la voyelle schwa suivie de sa variante rhotacisée. F1, F2 et F3 représentent les trois formants vocaliques.

Le phonème [ɹ] de l'anglais américain et de l'anglais canadien entraîne en fin de syllabe la rhotacisation des voyelles qui précèdent. On a ainsi :
- [ɚ] en position inaccentuée dans : standard, dinner, Lincolnshire, editor, measure, martyr… ;
- [ɝ] (plus formel) ou [ɚ] (plus exact) accentué dans : hearse, assert, mirth, work, turkey, myrtle… ;
- [ɑ˞] accentué dans : start, car… ;
- [ɔ˞] accentué dans : north, war…

La rhotacisation des voyelles accentuées peut ne pas en affecter toute la durée, mais seulement la fin. Il est possible de représenter ce phénomène dans l'API par une suite de deux symboles tels que [ɑɚ] ou [ɑɹ].

## Chinois mandarin
Le mandarin emploie la rétroflexion des voyelles, éventuellement combinée à d'autres modifications de la rime syllabique, comme un moyen de dérivation lexicale. Ce phénomène est appelé érhuà (儿化) ou érhuàyīn (儿化音). Il s'agit d'un simulfixe, c'est-à-dire d'un affixe se manifestant par une modification des phonèmes plutôt que par concaténation avec un radical préexistant. Ses effets sémantiques sont variés, comportant notamment la formation de diminutifs et diverses nominalisations. Cette rétroflexion vocalique s'écrit au moyen d'un unique sinogramme (ayant deux graphies : 兒 ou 儿), qui suit celui notant la syllabe modifiée. Dans la romanisation hanyu pinyin, un -r est ajouté à la syllabe modifiée.

## Français canadien
Certains locuteurs de français canadien prononcent les voyelles /ø/, /œ̃/ et la séquence /œʁ/, avec le F3 baissé.

## Autres exemples
- Certaines formes de portugais brésilien font usage d'un /r/ rétroflexe qui peut se vocaliser en voyelle rhotique[11],[12].
- En badaga, une langue dravidienne, Murray Emeneau a décrit dans une étude datant des années 1930 trois niveaux de rétroflexion des voyelles : absente, intermédiaire et complète, formant des paires minimales. Mais cette distinction de deux niveaux de rétroflexion, présente uniquement dans quelques mots, est en cours d'élimination, ne se retrouvant plus qu'à l'état de traces chez les locuteurs d'aujourd'hui[13],[14].